# Mistrzostwa Europy U-21 w Piłce Nożnej 2011 (eliminacje)/Grupa 4
W grupie 4 eliminacji do ME U-21 w piłce nożnej 2011 udział biorą następujące zespoły:
- Finlandia
- Liechtenstein
- Holandia
- Polska
- Hiszpania

## Tabela
| Reprezentacja | M | W | R | P | Br+ | Br- | +/- | Pkt. |
| ------------- | - | - | - | - | --- | --- | --- | ---- |
| Holandia      | 8 | 7 | 0 | 1 | 19  | 5   | +14 | 21   |
| Hiszpania     | 7 | 5 | 1 | 2 | 14  | 5   | +9  | 16   |
| Polska        | 7 | 3 | 0 | 4 | 11  | 12  | -1  | 9    |
| Finlandia     | 7 | 2 | 1 | 4 | 8   | 7   | +1  | 7    |
| Liechtenstein | 8 | 0 | 0 | 7 | 1   | 24  | –23 | 0    |

|               | Finlandia | Liechtenstein | Holandia | Polska | Hiszpania |
| ------------- | --------- | ------------- | -------- | ------ | --------- |
| Finlandia     | –         |               |          |        |           |
| Liechtenstein |           | –             |          |        |           |
| Holandia      |           |               | –        |        |           |
| Polska        |           |               |          | –      |           |
| Hiszpania     |           |               |          |        | –         |

Uwagi:
- Polska, Finlandia oraz Liechtenstein odpadają z eliminacji.
- Hiszpania ma zapewnione drugie miejsce.
- Holandia ma zapewniony awans do fazy play-off jako zwycięzca grupy.

## Mecze
| 9 czerwca 2009 16:30 CEST | Polska · Korzym 34' · Rybus 56' | 2:0 | Liechtenstein | Stadion Znicza, Pruszków Sędzia: Vusal Aliyev |
|                           |                                 |     |               |                                               |

| 4 września 2009 19:00 CEST | Hiszpania · Joselu 7' · Parejo 58' | 2:0 | Polska | Estadio Carlos Tartiere, Oviedo Sędzia: Andre Marriner |
|                            |                                    |     |        |                                                        |

| 4 września 2009 19:30 CEST | Holandia · de Jong 15' · Biseswar 75' | 2:0 | Finlandia | Univé Stadion, Emmen Sędzia: Ante Vučemilović-Šimunović Jr. |
|                            |                                       |     |           |                                                             |

| 7 września 2009 19:00 CEST | Liechtenstein | 0:4 | Hiszpania · 15' Parejo · 23' Javi Martínez · 82' Capel · 87' Aarón | Rheinpark Stadion, Vaduz Sędzia: Karen Nalbandyan |
|                            |               |     |                                                                    |                                                   |

| 8 września 2009 18:45 CEST | Polska · Glik 44' · Grosicki 56' | 2:1 | Finlandia · 51' Pukki | Stadion Dyskobolii, Grodzisk Wielkopolski Sędzia: Dragomir Stanković |
|                            |                                  |     |                       |                                                                      |

| 9 października 2009 18:00 CEST | Liechtenstein | 0:5 | Polska · 43', 80' Kiełb · 59', 73' Małecki · 90+1' Sobiech | Sportpark Eschen-Mauren, Eschen Sędzia: Lasha Silagava |
|                                |               |     |                                                            |                                                        |

| 9 października 2009 19:00 CEST | Finlandia | 0:1 | Holandia · 24' Pieters | Finnair Stadium, Helsinki Sędzia: David McKeon |
|                                |           |     |                        |                                                |

| 13 października 2009 17:45 CEST | Polska | 0:4 | Holandia · 41', 49', 66' van Wolfswinkel · 45' Kuiper | Arena Kielc, Kielce Sędzia: Igor Egorov |
|                                 |        |     |                                                       |                                         |

| 13 października 2009 19:00 CEST | Liechtenstein | 0:4 | Finlandia · 49' Pukki · 66', 76' Hjelm · 90+2' Kangaskolkka | Sportpark Eschen-Mauren, Eschen Sędzia: Panayiotis Kailis |
|                                 |               |     |                                                             |                                                           |

| 13 listopada 2009 18:00 CEST | Hiszpania · Míchel 79' | 1:0 | Finlandia | Nuevo Arcángel, Kordoba Sędzia: Levan Paniashvili |
|                              |                        |     |           |                                                   |

| 13 listopada 2009 18:30 CEST | Holandia · de Jong 8' · Falkenburg 68' · John 90+3' | 3:0 | Liechtenstein | De Vliert, ’s-Hertogenbosch Sędzia: Pavel Saliy |
|                              |                                                     |     |               |                                                 |

| 17 listopada 2009 19:00 CEST | Holandia · Falkenburg 14' · Wijnaldum 63' | 2:1 | Hiszpania · 80' Azpilicueta | Sparta Stadium, Rotterdam Sędzia: Manuel Gräfe |
|                              |                                           |     |                             |                                                |

| 2 marca 2010 19:00 CEST | Hiszpania · Parejo 13' · Adrián 73' · Capel 89' (k.) | 3:1 | Liechtenstein · 58' Hanselmann | El Toralín, Ponferrada Sędzia: Georgi Yordanov |
|                         |                                                      |     |                                |                                                |

| 3 marca 2010 18:00 CEST | Holandia · Biseswar 57', 71' · de Jong 75' | 3:2 | Polska · 22' Cetnarski · 82' Kiełb | De Vijverberg, Doetinchem Sędzia: Antonio Damato |
|                         |                                            |     |                                    |                                                  |

| 11 sierpnia 2010 16:00 CEST | Finlandia · Kauko 8' | 1:1 | Hiszpania · 31' (k.) Bojan | Arto Tolsa Areena, Kotka Sędzia: Mark Steven Whitby |
|                             |                      |     |                            |                                                     |

| 11 sierpnia 2010 19:00 CEST | Liechtenstein | 0:3 | Holandia · 42' Falkenburg · 55' Toornstra · 78' Dost | Rheinpark Stadion, Vaduz Sędzia: Aleksander Gauzer |
|                             |               |     |                                                      |                                                    |

| 2 września 2010 20:45 CEST | Hiszpania · Canales 26' · Capel 54' | 2:1 | Holandia · 32' Dost | El Collao, Alcoy Sędzia: Oliver Drachta |
|                            |                                     |     |                     |                                         |

| 3 września 2010 18:00 CEST | Finlandia · Hjelm 26' (k.) · Mannström 73' | 2:0 | Polska | Porin Stadion, Pori Sędzia: Gediminas Mazeika |
|                            |                                            |     |        |                                               |

| 7 września 2010 17:00 CEST | Finlandia · Pelivas 21' · Pukki 36' · Riski 60' | 3:0 | Liechtenstein | Finnair Stadium, Helsinki Sędzia: Vadims Direktorenko |
|                            |                                                 |     |               |                                                       |

| 7 września 2010 17:00 CEST | Polska | 0:1 | Hiszpania · 85' Canales | Stadion Dyskobolii, Grodzisk Wielkopolski Sędzia: Georgios Daloukas |
|                            |        |     |                         |                                                                     |

## Strzelcy
Rozegrano 18 meczów, w których strzelono 53 gole, średnio 2,94 na mecz (stan na 5 września).
| Lp. | Piłkarz               | Kraj      | Gole |
| --- | --------------------- | --------- | ---- |
| 1   | Jonne Hjelm           | Finlandia | 3    |
| 1   | Diego Biseswar        | Holandia  | 3    |
| 1   | Siem de Jong          | Holandia  | 3    |
| 1   | Erik Falkenburg       | Holandia  | 3    |
| 1   | Ricky van Wolfswinkel | Holandia  | 3    |
| 1   | Jacek Kiełb           | Polska    | 3    |
| 1   | Diego Capel           | Hiszpania | 3    |
| 1   | Daniel Parejo         | Hiszpania | 3    |
| 2   | Teemu Pukki           | Finlandia | 2    |
| 2   | Bas Dost              | Holandia  | 2    |
| 2   | Patryk Małecki        | Polska    | 2    |